# Famille Takács (Deáki)
 (janvier 2025).
La famille Takács de Deáki est une famille noble hongroise, apparue au XIVe siècle. Ils venaient du village de Diakovce dans le district de Šaľa, mais se sont ensuite propagés à Pest et Komárom,,,.

## Personnalités
- György Takács (Deák) – Il était le membre le plus éminent de la famille Takács de Deáki et aussi le premier à devenir noble. Après son service militaire contre les Turcs en 1694, il reçut le titre de chevalier avec des armoiries du roi Léopold Ier de Hongrie[1],[4].

- Ádám Takács – Ádám était un éminent ministre et prédicateur[5].

- Éva Takács – Écrivaine, première chroniqueuse hongroise pour les droits des femmes. Épouse de Ferenc Karacs et mère de Teréza Karacs[6].

## Armoiries (1694)
- Une licorne d'argent debout dans un bouclier bleu tournée vers la droite sur un champ vert.[réf. nécessaire]
- L'homme debout sur un casque couronné et sanglé tient une lanterne allumée dans une main et une épée dégainée dans l'autre.[réf. nécessaire]
- Couvre-casque : bleu-or à droite, rouge-argent à gauche[réf. nécessaire]